# Délégué régional académique à la Recherche et à l'Innovation
 (février 2022).
En France, dans chaque région académique, le délégué régional académique à la recherche et à l'innovation assiste le recteur de région académique et le recteur délégué dans les domaines de la recherche, de la technologie, de l'innovation et de la culture scientifique, technique et industrielle dans la région académique. 
Il est placé sous l'autorité du recteur de région académique, ou par délégation de ce dernier, sous l'autorité du recteur délégué à l'enseignement supérieur, à la recherche et à l'innovation et sous l'autorité fonctionnelle du préfet de région, dont il est le conseiller en matière de recherche et d'innovation.

## Histoire
La fonction est créée en 1983 au sein des directions régionales de l'Industrie et de la Recherche instituées par le décret du 27 juin 1983. L'article 5 spécifie que « Le directeur régional de l'Industrie et de la Recherche est assisté par un délégué régional à la Recherche et à la Technologie ». C'est l'aboutissement d'un processus entamé en 2001 : un arrêté de juillet 1981 spécifie les modalités de désignation et de prise en charge des "chargés de mission pour les problèmes de recherche dans les régions" (statut des DRRT avant nomination). Les premières nominations ont lieu en 1982 (Nord-Pas-de-Calais, Alsace, PACA, notamment), et se poursuivent en 1983.
Le décret du 6 juillet 1992 fait de ces directions des directions régionales de l'Industrie, de la Recherche et de l'Environnement (DRIRE) au sein desquelles le DRRT exerce désormais. 
Dans le cadre de la révision générale des politiques publiques (RGPP), les DRIRE ont été réorganisées entre 2009 et 2010. Leurs missions ont été reprises par les directions régionales de l'Environnement, de l'Aménagement et du Logement (DREAL) et les directions régionales des Entreprises, de la Concurrence, de la Consommation, du Travail et de l'Emploi (DIRECCTE).
Le décret du 25 mai 2009 place chaque délégué régional à la Recherche et à la Technologie sous l'autorité du secrétaire général pour les Affaires régionales. 
Comme d’autres services régionaux, le nombre de délégations est réduit en 2016 après la Loi portant nouvelle organisation territoriale de la République.
Le décret du 9 décembre 2020 créé les délégations régionales académiques à la recherche et à l'innovation dans chaque région académique, à l'exception de Mayotte. Un délégué régional à la recherche et à la technologie est maintenu en Guyane.

## Organisation
Le délégué régional à la Recherche et à la Technologie est, dans la plupart des cas, assisté d'un adjoint et d'une assistante de direction. Dans les plus grandes des régions, un ou deux chargé de mission peuvent compléter l'équipe.
Il est nommé par arrêté parmi les fonctionnaires de catégorie A ou les officiers pour un mandat de trois ans, renouvelable une fois. En pratique, ce sont souvent des chercheurs, des Ingénieurs de recherche ou des enseignants-chercheurs.

## La conférence des DRRT
Les DRRT sont regroupés au sein d’une structure informelle, la « conférence des DRRT ».
Un bureau de huit membres, choisis parmi les délégués en exercice à l'occasion d'une élection, assure l’interface entre les DRRT, le bureau des assistantes et le ministère chargé de la Recherche. Le président, élu par les DRRT, coordonne les activités du bureau et a un rôle de représentation.

## Rôle et missions
Le délégué régional à la Recherche et à la Technologie est chargé, dans sa région, d'appliquer la politique de gouvernement en matière de recherche, de technologie, d'innovation et de culture scientifique et technique. Il est aussi conseiller du recteur d'académie pour l'innovation et la recherche (ou des recteurs dans le cas des régions couvrant plusieurs académies).
Le délégué régional à la Recherche et à la Technologie assure donc un lien entre le monde de l'université et de la recherche, le secteur industriel et le grand public. Il participe notamment aux évènements tels que la Fête de la science.
On peut distinguer trois grands domaines d'intervention de l'État :
1. Le domaine stratégique, dans le cadre duquel les DRRT sont chargés de veiller à la cohérence entre les stratégies nationales et leur "transcription" en région ; à ce titre, les DRRT participent à l'élaboration du schéma régional de l'enseignement supérieur, de la recherche et de l'innovation (SRESRI), des contrats de plan État-région (auprès du SGAR, pour le volet enseignement supérieur, recherche et innovation), des contrats de site, ils accompagnent toutes les démarches de construction et de suivi du programme Investissements d'avenir et suivent le déploiement des fonds structurels européens (FSE, FEDER) ainsi que les grands programmes européens de financement de la recherche (Horizon 2020). Les DRRT prennent également part à la diffusion de la culture scientifique, technique et industrielle (CSTI) : ils pilotent en région les manifestations organisées chaque année dans le cadre de la Fête de la science ;
2. Le domaine de l'expertise : les DRRT sont chargés de l'évaluation des projets de recherche, de transfert et de diffusion technologique ; à ce titre, ils sont parties prenantes des dispositifs du crédit d'impôt recherche (CIR), des jeunes entreprises innovantes (JEI), des conventions industrielles de formation par la recherche (CIFRE), destinées au financement de thèses ; ils interviennent également dans les actions régionales d'intelligence économique et en lien avec la stratégie territoriale de l'enseignement supérieur et de la recherche (STRATER)[7] ;
3. Le domaine des partenariats : les DRRT sont chargés d'animer, sur leur territoire et sur leurs thématiques, l'ensemble des partenariats public-privé, en favorisant le transfert des nouvelles technologies, en stimulant la recherche privée, en facilitant l'ouverture des établissements publics vers le privé

## Liste des DRRT, par région
| Région                                        | Délégué régional en juillet 2018 |
| --------------------------------------------- | -------------------------------- |
| Auvergne - Rhône Alpes                        | Nathalie Mezureux                |
| Grand-Est                                     | Serge Kauffmann                  |
| Bourgogne - France-Comté                      | Dominique Grevey                 |
| Bretagne                                      | Arnaud Devillez                  |
| Centre - Val de Loire                         | Marc Guérin                      |
| Corse                                         | Jean-Laurent Vellutini           |
| Hauts-De-France                               | Stéphane Leleu                   |
| Île-De-France                                 | Samuel Guibal                    |
| Normandie                                     | Jean-Charles Quirion             |
| Nouvelle Aquitaine                            | Dominique Rebière                |
| Occitanie                                     | Marie-Élisabeth Borredon         |
| Pays de la Loire                              | Sophie Chauveau                  |
| Provence-Alpes-Côte d'Azur                    | Jean-Philippe Nabot              |
| Guyane                                        | Philippe Poggi                   |
| Guadeloupe                                    | Jean-Louis Mansot                |
| Martinique                                    | Philippe Hunel                   |
| La Réunion                                    | Abel Hiol                        |
| Polynésie française                           | Pierre Labrosse                  |
| Nouvelle-Calédonie - îles de Wallis-et-Futuna | Moulay Abdelghani-Idrissi        |